# Эллинизм (религия)
Эллинизм (греч. Ἑλληνισμός) — эллинская этническая религия (греч. Ἑλληνικὴ ἐθνική θρησκεία), также часто обозначается в англоязычных источниках термином Hellenismos, эллинский политеизм, додекатеизм (греч. Δωδεκαθεϊσμός) или олимпианизм (греч. Ὀλυμπιανισμός) — различные религиозные движения, которые возрождают и реконструируют древнегреческие религиозные практики. Самые ранние из таких движений известны с 1990-х годов.
Эллинская религия — это традиционная религия и образ жизни, в центре которых стоят греческие боги, в первую очередь двенадцать олимпийских богов; также возрождаются древнегреческие ценности и доблести.

## Название и термины
Додекатеизм появился и исповедуется в Греции и других странах. Лидеры этого движения в 2005 году утверждали, что в Греции насчитывается как минимум 2000 приверженцев эллинизма, плюс 100 000 человек проявляют к нему «определённую долю интереса». Что же касается приверженцев эллинизма за рубежом — тут никакой официальной статистики не ведётся.
Официального названия у эллинизма нет, однако создаётся впечатление[у кого], что существует неофициальное соглашение о названии движения, основанное на академически признанных описательных определениях, признаваемых как группами, так и большинством приверженцев. «Эллинизм» в данном случае — наиболее распространённый термин, определяющий, как правило, современную политеистическую религию и признаваемый в настоящее время её приверженцами, однако этот же термин может относиться и к античным греческим религии и культуре. Этот термин изначально относился к систематизации и реконструкции древнегреческой религии, произведённым римским императором Юлианом Отступником. Он использовал этот термин, чтобы описать традиционную религию греков. При этом это слово имеет и другие, не относящиеся к религии, значения в современном греческом языке. Кроме того, группы внутри эллинизма известны под различными названиями, призванными различать ветви, интересующиеся различными философскими школами Античности или реконструирующими культы различных исторических полисов. Эти группы можно считать отдельными вероисповеданиями. Термины «эллинская религия» и «эллинский политеизм» можно охарактеризовать как взаимозаменяемые, они обозначают одну и ту же религию. Термин же «эллинский политеистический реконструкционизм» относится в большей степени к методам, используемым отдельными приверженцами эллинизма для реконструкции определённой версии религии, но не к религии самой по себе. Не все приверженцы эллинского политеизма являются реконструкционистами. «Додекатеизм» и «олимпианизм» — другие названия эллинизма, употребляющиеся относительно редко.

## Эллинизм в Греции
Первая греческая организация, открыто поддержавшая возрождение древнегреческой религии, называлась Ύπατο Συμβούλιο των Ελλήνων Εθνικών (Верховный совет греческих граждан, YSEE); она была основана в 1997 и активна в настоящее время. YSEE — основатель и участник Мирового конгресса этнических религий (WCER, в настоящее время слово «Мировой» в названии заменено на «Европейский»), а также организовывала седьмой конгресс WCER в июне 2004. YSEE также участвует в проводимых Европейским союзом программах против дискриминации. Свою религию YSEE первоначально обозначала как «этнический политеизм» или «подлинный эллинизм», а своих приверженцев — как «этнических эллинов».
Другая активная организация, основанная в 2008, называется Лабрис (англ. Labrys). Она фокусирует своё внимание в первую очередь на религиозных аспектах эллинизма или эллинского политеизма, избегает антихристианских риторики и политики, проводит еженедельные публичные ритуалы, а также занимается другими аспектами возрождения древнегреческой культуры, такими как музыка и театр. Лабирис также активно пропагандирует среди приверженцев эллинизма по всему миру идею о том, что необходимы домашние (непубличные) молитвы, что религия начинается с семьи и сообщества. С 2008 Лабирис организует в Афинах масштабный фестиваль, а также активно поддерживает более ранний по времени возникновения и самый старый из ныне существующих эллинистический фестиваль Прометейя (англ. Promitheia), который проводится ежегодно на горе Олимп. Также организация Лабирис опубликовала книгу «Эллинский политеизм: почитание богов в семье» (на русский язык не переводилась, ISBN 9781503121881).
Другие греческие организации, такие как Додекатеон (Δωδεκάθεον, Dōdekátheon, «почитание двенадцати богов»), Helliniki Hetaireia Archaiophilon (Общество эллинских древностей) и Тирсос — по-разному комбинируют имеющиеся термины, делая их взаимозаменимыми, в том числе используют термины ἑλληνικὴ θρησκεία (hellēnikē thrēskeîa, «эллинская религия»), эллинский политеизм и эллинизм.
Додекатеон и YSEE пользуются терминами «традиционная», «этническая» и «аутентичная» по отношению к своим религиозным практикам. Являвшийся приверженцем эллинизма греческий писатель Влассис Рассиас написал серию популярных книг о «преследовании греков-язычников христианами», в результате чего так называемая «Эллинская церковь» дошла в своём радикализме до требования полного уничтожения христианства, в то время как базирующаяся в Афинах группа Эллинаис подчёркивает важность «мира во всём мире и братства людей».

## Эллинизм вне Греции
Вне Греции эллинистические религиозные организации начали появляться приблизительно в 1998, хотя отдельные личности заявляли о своём приверженности определённым древнегреческим религиозным практикам с 1970-х.
В США существует организация Hellenion, характеризующая свои религиозные практики как «эллинский языческий реконструкционизм» и подчёркивающая своё стремление к исторической достоверности. Эта группа пользуется термином «эллинизм» (Ἑλληνισμός, Hellēnismós) как названием реконструируемой ими религии. Hellenion не публикует никаких официальных данных о числе своих приверженцев, однако неофициальные оценки показывают, что в 2007 их было 43 человека, хотя это число может дать лишь приблизительное представление о ситуации, так как Hellenion не считает своими сторонниками тех, кто не может выплачивать организации членские взносы. В начале 2010 данная организация сообщила о том, что располагает 1 демосом (полностью укомплектованной местной ячейкой) и 6 прото-демосами (местными ячейками, состоящими из менее чем 3 человек), в этих ячейках проводятся ритуалы и иные мероприятия для участников, а также для публики. Существование 2 из этих прото-демосов не подтверждается независимыми источниками. Hellenion предлагает услуги по обучению священников, а также различные образовательные курсы для своих участников.
Другая существующая в США группа, Elaion, обозначает свой подход к эллинской религии как «додекатеизм» (от греческих слов δώδεκα, dodeka — «двенадцать» и θεϊσμός, theïsmós — «вера в богов»). Число её сторонников неизвестно из-за отсутствия каких бы то ни было отчётов.
Приверженцы эллинистического политеизма также используют термины «греческий реконструкционизм» и «эллинский традиционализм», однако следует помнить, что эти два термина не синонимичны.
В Бразилии существует португалоязычный сайт RHB — Reconstrucionismo Helênico no Brasil, работающий с 2003 года и созданный бразильскими приверженцами Hellenion и других международных групп, таких как американская Неокорой и греческая Тирсос.

## Верования и практики
Приверженцы эллинистического политеизма почитают древнегреческих богов, в том числе Олимпийцев, божеств природы, подземного мира (хтонических богов), а также героев в мифологическом смысле этого термина. Кроме того, почитаются предки — как кровные, так и духовные. Широко распространена практика обмена подарками, которая считается угодной богам. Этические требования современного эллинизма восходят в первую очередь к древнегреческим добродетелям, таким как взаимопомощь, гостеприимство, контроль над страстями и умеренность. Своего рода «этическими кодексами» для приверженцев эллинизма являются: «Дельфийские максимы» (147 афоризмов, содержащих моральные и религиозные предписания), «Принципы Солона», «Золотые стихи» (приписываются Пифагору), а также «Этика» Аристотеля. Важным понятием является «благодать» (kharis или charis), проявляющаяся во взаимопомощи людей и богов, между отдельными людьми, между членами сообщества. Другое важное понятие эллинизма — «благочестие» (eusebeia), предполагающее почитание древнегреческих богов.
Никакой централизованной церкви или иерархически организованного духовенства в эллинизме нет, однако некоторые группы (например, Hellenion) могут обучать жрецов. Приверженцы эллинизма обычно самостоятельно проводят ритуалы и изучают древнегреческую религию, опираясь на первичные и вторичные источники, а также за счёт «личного общения» с богами. Информация, полученная при последнем, обычно обозначается как «неподтверждённое личное знание» (англ. Unverified Personal Gnosis, UPG), этот термин заимствован из германского неоязычества и в настоящее время широко распространён среди приверженцев различных неоязыческих религий.

## Реконструкционизм
В применении к политеистическим религиям термин «реконструкционизм» означает стремление точно воспроизвести древние религиозные и культурные практики, основываясь при этом на аутентичных источниках. Этот термин часто используется в США для того, чтобы отличать реконструкционистские религиозные течения от тех ветвей неоязычества, которые не стремятся воспроизводить древние образцы и поэтому называются «эклектическими», с одной стороны, и от собственно древних политеистических религий, с другой.
В отличие от эклектических направлений неоязычества, реконструкционисты предельно ориентированы на возрождаемую ими культуру и стремятся реконструировать исторически существовавшие формы религиозной и духовной жизни, ввести их в контекст современности. Наряду с эллинизмом реконструкционистскими также являются течения, стремящиеся возродить языческие традиции и культуру таких народов, как: древние египтяне (кеметизм), семиты, римляне, кельты, германцы, балты и славяне.
Большинство групп внутри эллинизма недвусмысленно заявляют о том, что реконструкционизм не является для них единственным приемлемым подходом, указывая на важность гуманистических ценностей и этических добродетелей, заимствованных из древнегреческой культуры. Эти группы также проводят чёткое различие между собой и неоязыческим движением в целом, идентифицируя себя как людей, которые «стремятся соответствовать древнегреческим идеалам по причинам, глубоко скрытым в разуме каждого из них».

## Стремление к религиозному возрождению (ревайвализм)
Ревайвалисты сосредоточивают своё внимание на том, что эллинизм является живой и изменяющейся религией. Эллинистический ревайвализм оставляет своим приверженцам больше пространства для того, что они сами считают правильным. Большинство ныне существующих групп внутри эллинизма находятся где-то между чистым реконструкционизмом и ревайвализмом.

## Претензии на непрерывность традиции
Большинство ныне существующих организаций внутри эллинизма идентифицируют себя как «ревайвалистские» или «реконструкционистские», однако многие из приверженцев Панагиотиса Мариниса (деятеля группы Додекатеон) утверждают, что древнегреческая религия никогда не была забыта и пережила всё Средневековье и Новое время, а также что лично Маринис был воспитан в семье, где практиковалась именно древнегреческая религия. Вне зависимости от того, уверены ли они в непрерывности древнегреческой религиозной традиции, существуют доказательства того, что приверженцы древнегреческого политеизма в современной Греции воспринимают эллинизм как возрождение древнегреческого культурного наследия, противопоставляемого православному христианству, которое сейчас доминирует в религиозной жизни страны.

## Участие в политической полемике
Во время летних Олимпийских игр 2004 имел место ряд споров, касавшихся современного эллинистического политеизма.
Профессор Гиоргос Донтас, президент Археологического общества Афин, публично выразил возмущение разрушением древних археологических памятников вокруг Парфенона и Акрополя, которое имело место в ходе подготовки к Олимпиаде.
Перед Олимпийскими играми корреспондент кабельного телеканала MSNBC Рэхема Эллис в репортаже под названием «Это Греция для меня: группа активистов пытается восстановить языческую религию» задокументировала поджог афинского книжного магазина, продававшего книги о древнегреческой религии. Журналистка также взяла интервью у нескольких приверженцев эллинизма, которые были расстроены современным положением в Греции. Эллис утверждала: «Несмотря на то, что Олимпийские игры были изначально организованы во славу Зевса, сейчас молящиеся древним богам подвергаются критике за свою излишнюю приверженность прошлому».
Греческое Общество друзей древности подвергло критике коммерческое использование образов Афины и Аполлона в качестве официальных символов летних Олимпийских игр 2004, проводившихся в Афинах. Эта организация утверждала, что образы упомянутых древнегреческих богов были показаны карикатурно, без уважения к создавшей их культуре. В интервью Радио Би-би-си 26 июня 2004 года доктор Маринис, президент Общества греческих древностей, сказал, что эти символы Олимпиады «высмеивают духовные ценности греческой цивилизации, подвергая насмешкам богов, которые почитались во время древних Олимпийских игр. Поэтому мы подали в суд, требуя наказания тем, кто ответственен за это».
В мае 2006 суд Афин официально разрешил почитание древнегреческих богов. Ссылаясь на это решение суда, священник Евстахий Коллас, председатель общества греческих православных священников, заявил: «Они являются горсткой маргиналов, стремящихся вернуть к жизни отмершую религию, вернуть нашу страну в её тёмное прошлое».

### Сайты организаций, имеющих отношение к эллинизму
- Sodalitas Graecia (на английском и греческом)
- Thyrsos — Hellenes Ethnikoi (на греческом и английском)
- Labrys (только на греческом, некоторые статьи на английском)
- Elaion
- Hellenion
- Societas Hellenica Antiquariorum (английская версия)
- Orphic Platonism
- Orphism
- Supreme Council of Ethnikoi Hellenes (YSEE) (английская версия)
- Australian Ethnikoi Hellenes (ветвь YSEE)
- Hellenes Ethnikoi in Canada (ветвь YSEE)
- Supreme Council of National Greeks America (ветвь YSEE)

### FAQs и статьи
- Эллинистическая домашняя молитва — Кристос Пандион Панопулос для организации Лабирис
- Часто задаваемые вопросы об эллинизме — Эндрю Кэмпбелл
- Hellenismos.us — портал приверженцев эллинизма со статьями, блогами и форумом.
- Калаши: потерянное племя Александра Македонского — возможно, случай непрерывной традиции в почитании древнегреческих богов.
- Tropaion: исследуя древнегреческую религию — академическое исследование эллинизма
- Часто задаваемые вопросы об эллинизме — YSEE